# 204711 Luojialun
204711 Luojialun è un asteroide della fascia principale. Scoperto nel 2006, presenta un'orbita caratterizzata da un semiasse maggiore pari a 2,7966334 UA e da un'eccentricità di 0,2164314, inclinata di 3,16722° rispetto all'eclittica.